# Karabin kulowy
Karabin kulowy nazwa grupy sportowych konkurencji strzeleckich polegających na strzelaniu do tarczy strzeleckiej z karabinu sportowego kalibru 5,6 mm. Odległość strzelca od tarczy - 50 metrów.
- Konkurencja karabin sportowy 60 strzałów mężczyzn i kobiet leżąc, czas 1'15", maksymalny wynik 600 punktów.
- Konkurencja karabin sportowy 3×20 strzałów (leżąc, stojąc, klęcząc) kobiet, czas 2'15", maksymalny wynik - 600 punktów.
- Konkurencja karabin sportowy 3×40 strzałów (leżąc, stojąc, klęcząc) mężczyzn, czas 3'00" (w tym dokładnie określone czasy na każdą z postaw: leżąca - 45', stojąca - 1'15", klęcząca - 1'00"), maksymalny wynik 1200 punktów.